# Jiřina Vrtišová
Jiřina Vrtišová, někdy uváděna též jako Jana Vrtišová (22. září 1901 Přibyslav – 13. února 1984 Praha) byla česká překladatelka a recenzentka. Překládala především ze severských jazyků (z dánštiny, norštiny, švédštiny a islandštiny). Věnovala se hlavně knižním překladům, ale její překlady byly použity také v televizních, rozhlasových a divadelních inscenacích. Kromě toho publikovala četné recenze v denním tisku, které se zabývaly převážně také skandinávskou literaturou.

## Život a kariéra
Narodila se v Přibyslavi, po reálném gymnáziu vystudovala na filozofické fakultě v Praze. Kromě severských ovládala ještě několik dalších jazyků. Již před druhou světovou válkou se stala překladatelkou z povolání (působila též jako jako externí lektorka pro několik tehdejších pražských nakladatelství). Po roce 1945 své překladatelské aktivity dočasně omezila, protože až do konce 50. let pracovala na plný úvazek postupně na několika ministerstvech. Naplno se překladatelské činnosti věnovalo opět od počátku 60. let 20. století prakticky až do konce života.

## Knižní překlady
Překládala různé žánry. Hodně se věnovala překladům severských pohádek, např. Palečka a jiné pohádky od Hanse Christiana Andersena (část pohádek přeložil také František Fröhlich), Pohádky a povídky (dva svazky pohádek a povídek, více překladatelů) a Cínový vojáček (opět od Hanse Christiana Andersena), Nejkrásnější pohádky o pyšných princeznách, Veselé norské pohádky ad. Částečně se svými překlady podílela také na reprezentativním výběru Světové pohádky (kniha obsahuje české, slovenské, ruské, polské, srbské, bulharské, německé, maďarské, rumunské, francouzské, italské, španělské, švédské, norské, dánské, arabské, čínské a japonské pohádky).
Z díla klasika švédské literatury Augusta Strindberga přeložila knihu Manželské historie. Románová trilogie Věčně zpívají lesy od norského autora Trygve Gulbranssena se jen v tomto překladu dočkala nejméně pěti českých vydání (přeložila Jiřina Vrtišová a Oldřich Liška). Dále překládala detektivky. Osmý z desetidílné série „Románů o zločinu“, Záhada zamčeného pokoje od autorské dvojice Maj Sjöwallová, Per Wahlöö se také dočkala několika vydání (první v roce 1976), včetně zvukového v Knihovně a tiskárně pro nevidomé K. E. Macana. Již předtím (1974) přeložila detektivní román Vražda v jedenatřicátém poschodí (vyšlo v edici Omnia společně s románem Ocelový skok, který přeložil Jaroslav Hamza). Oba romány Per Wahlöö napsal sám, dříve než začal psát společně s Maj Sjöwallovou.

## Inscenace
Její překlady byly použity také v televizních inscenacích, např. pohádka Přezůvky Štěstěny z roku 1983 na motivy Hanse Christiana Andersena nebo další pohádka natočená již po její smrti: Poslední slovo z roku 1995. Československá televize v roce 1986 také zfilmovala pod stejným názvem výše uvedený detektivní román Záhada zamčeného pokoje. Režisérem 82 minut dlouhé filmové adaptace byl Pavel Háša, kameramanem byl Petr Polák, střih Marie Pačajová, hudbu složil Petr Mandel. Roli Martin Becka ztvárnil Jan Teplý, roli Lennarta Kollberga hrál Antonín Molčík, Gunvalda Larssona hrál Vlastimil Hašek a  Einara Rónna hrál Petr Pelzer. V rámci 10 románů o zločinu se zde poprvé objevuje Rhea Nielssenová (zahrála ji Dana Syslová): nejprve je pro Martina Becka důležitým svědkem v případu dlouho neobjasněné vraždy, později se postupně sbližují a stává se jeho novou partnerkou (od manželky odešel již v pátém románu). V Radiotéce Českého rozhlasu lze ve formátu MP3 zakoupit záznam rozhlasové dramatizace Cínový vojáček a tanečnice, opět podle knižní předlohy Hanse Christiana Andersena.